# Heuaufzug
Ein Heuaufzug dient zur Einlagerung von losem Dürrgut, insbesondere von Heu, in Scheunen und Heuböden. Die arbeitsintensiven Heuaufzüge wurden seit der Einführung des Ladewagens zumeist durch Heugebläse oder Heukräne ersetzt.

## Aufbau

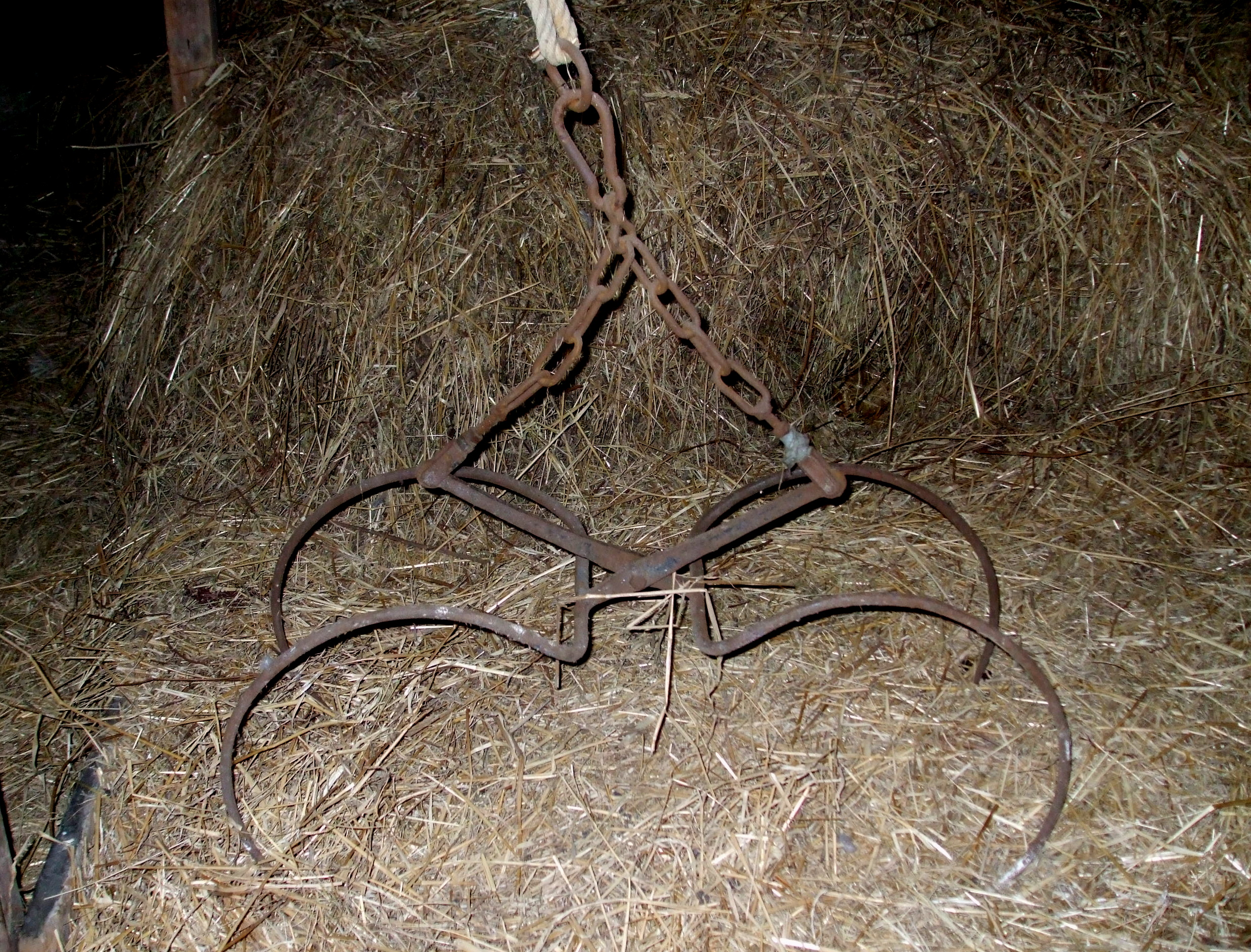
Alter, manueller Stroh- und Heugreifer.
Geöffnet vor dem „Einkrallen“

Ein Heuaufzug besteht aus einem per Seilzug an einer Laufkatze befestigten Greifer. Die Laufkatze läuft an einer unter dem Dachfirst befestigten Schiene. Angetrieben wird ein Heuaufzug über eine Winde, die sich an einem Ende der Schiene befindet, mit einem Elektromotor, lediglich ältere Heuaufzüge müssen mit Muskelkraft bewegt werden.
Ein Heuaufzug kann das Heu immer nur an dem zum Antrieb entgegengesetzten Ende der Schiene aufnehmen. Manche Heuaufzüge befinden sich nur innerhalb des Gebäudes, bei manchen Heuaufzügen liegt der Ort, wo das Heu aufgenommen wird, außerhalb des Gebäudes. Die dazu durch ein Tor nach außen ragende Schiene ist dort an einem Balken, dem sogenannten Heubalken befestigt.

## Funktionsweise
Zunächst fährt die Laufkatze bis zum Ende der Schiene. Dort löst sich der Greifer automatisch und er senkt sich zum in der Scheune bzw. auf dem Heuboden einzulagernden Dürrgut, welches sich in der Regel auf einem Anhänger befindet. Nach dem Schließen des Greifers wird dieser wieder bis zur Laufkatze hochgezogen, wo er einrastet. Die Laufkatze fährt dann an der Schiene bis zum vorher eingestellten Abladepunkt. Dort wird der Greifer geöffnet und das Dürrgut fällt zu Boden, von wo aus es noch per Heugabel auf den gesamten Lagerplatz verteilt werden muss.